# Serrat de la Vinya (Montellà i Martinet)
El Serrat de la Vinya és una serra situada al municipi de Montellà i Martinet (Baixa Cerdanya), amb una elevació màxima de 1.155 metres.